# Le Grand Manti
Pour les articles homonymes, voir Manti (homonymie).
Le Grand Manti est un sommet du massif de la Chartreuse situé en Isère. Il se trouve sur le territoire de la commune de Sainte-Marie-du-Mont. Il culmine à 1 818 mètres d'altitude.